# Lingua korana
La lingua korana o !ora è una lingua estinta un tempo parlata nell'Africa sudoccidentale (Repubblica Sudafricana e in parte del Botswana), appartenente alla famiglia delle lingue khoisan. La lingua era nota con altri nomi e grafie alternative (!ora, !kora, gorachouqua, koranna, koraqua).
La lingua korana veniva parlata dalla omonima popolazione (circa 10.000 nel 1972), stanziata nella regione del Capo occidentale nella Repubblica Sudafricana; risulta al giorno d'oggi estinta.